# NGC 2253
NGC 2253 је ознака објекта на координатама са ректансцензијом 6h 43m 42,0s и деклинацијом + 65° 12" 22'. Открио га је Вилијам Хершел, 1. новембра 1788. Каснијим посматрањима на том положају није уочен никакав астрономски објекат.